# Kawira Mwirichia
Kawira Mwirichia, née le 30 août 1986 et morte en octobre 2020, est une artiste et conservatrice queer originaire du Kenya. Elle est une artiste multidisciplinaire connue internationalement pour ses kangas ainsi que les moyens d'expressions plus traditionnels qu'elle utilise tels que la peinture, le dessin et la sculpture. 

## Petite enfance et éducation
Kawira Mwirichia est née en 1986. Elle vit à Athi River au Kenya.    
Elle a obtenu son diplôme en génie civil à l'Université de Nairobi (août 2007 - décembre 2012). Par le biais de l'initiative Astraea Commslab, Mwirichia a suivi un cours sur l'activisme LGBTQI en ligne. Sa formation artistique formelle est issue de cours de graphisme et de conception de sites Web à l'Institut des technologies avancées ainsi qu'à l'Institut d'études commerciales de Nairobi. 

## Carrière
Kawira Mwirichia a pour objectif de créer des kangas pour les 196 pays du monde,. La conception de chaque kanga est inspirée par les moments historiques de ce pays dans sa lutte pour les droits LGBT.  
Les kangas sont constitués de textiles de coton traditionnels d'Afrique de l'Est avec des dictons inscrits en swahili,,.  
Les kangas sont notamment utilisés lors des cérémonies de mariage où ils sont disposés à même le sol pour recevoir la mariée et l'emmener au mariage ou pour accueillir et célébrer le couple marié. 
« À Nairobi, au Kenya, il y a deux scènes artistiques différentes », explique l'artiste et activiste Kawira Mwirichia. « Il y a le soi-disant marché Masai qui fait appel à l'artisanat traditionnel et aux coutumes tribales, et il y a la scène de l'art contemporain constituée de personnes qui expérimentent d'autres formes d'expression ». Son exposition intitulée To Revolutionary Type Love crée un dialogue entre ces deux mondes créatifs en utilisant des textiles traditionnels pour créer de l'art contemporain.   

### Lez Ka-lour!: livre de coloriage sur le KamaSutra lesbien
Kawira Mwirichia a créé un livre de coloriage de dix pages sur les positions lesbiennes du KamaSutra.

## Expositions
- 30 juin - 30 septembre 2018 : To Revolutionary Type Love, Iwaleawahaus à l'Université de Bayreuth
- juin 2018 : To Revolutionary Type Love à la Haute École d'arts plastiques de Braunschweig en Allemagne
- novembre 2017 : 27 hébergé par la National Gay & Lesbian Human Rights Commission Shifteye Studios à Nairobi[9]
- mai 2017 : To Revolutionary Type Love au centre culturel Goethe Institute de, Nairobi au Kenya
- Jinsiangu's Bodies Unbound, British Institute in Eastern Africa, 2015[10]
- 2011 : Girl Art Project au centre culturel GoDown Arts Center de Nairobi[10]
- 2010 : See Us Hear Us Art Festival au centre culturel Liberty Hall Pangani de Nairobi
- 2010 : Conférence Changing Faces Changing Spaces à l'hôtel Hilton de Nairobi